# José Touré
José Touré (Nancy, 24 aprile 1961) è un ex calciatore francese, di ruolo attaccante.

## Carriera
Vinse tre volte il campionato francese (nel 1980 e nel 1983 con il Nantes e nel 1987 con il Bordeaux) e una volta la Coppa di Francia (nel 1987). Con la nazionale francese ottenne anche un oro olimpico nel 1984.

## Palmarès

### Club

#### Competizioni nazionali
- Campionato francese: 3

Nantes: 1979-1980, 1982-1983
Bordeaux: 1986-1987
- Coppa di Francia: 1

Bordeaux: 1986-1987
- Supercoppa francese: 1

Bordeaux: 1986

#### Competizioni internazionali
- Coppa delle Alpi: 1

Nantes: 1982

### Nazionale
- Oro olimpico: 1

Los Angeles 1984